# ژانت پهلن-ماونگا
ژانت پهلن-ماونگا (انگلیسی: Jeanette Pohlen-Mavunga؛ زادهٔ ۲ مهٔ ۱۹۸۹) بازیکن بسکتبال اهل ایالات متحده آمریکا است.
وی در مسابقات کشوری و بین‌المللی در مجموع برندهٔ ۱ مدال طلا شده‌است.